# 1911 na televisão

## Nascimentos
| Data           | Nome             | Profissão                                      | Nacionalidade  | Observações | Ref    |
| -------------- | ---------------- | ---------------------------------------------- | -------------- | ----------- | ------ |
| 27 de maio     | Vincent Price    | ator                                           | Estados Unidos | m. 1993     | [ 1 ]  |
| 16 de julho    | Ginger Rogers    | atriz, dançarina e cantora                     | Estados Unidos | m. 1995     | [ 2 ]  |
| 16 de julho    | Paulo Gracindo   | ator e radialista                              | Brasil         | m. 1995     | [ 3 ]  |
| 18 de julho    | Hume Cronyn      | ator                                           | Canadá         | m. 2003     | [ 4 ]  |
| 6 de agosto    | Lucille Ball     | atriz                                          | Estados Unidos | m. 1989     | [ 5 ]  |
| 12 de agosto   | Cantinflas       | ator e humorista                               | México         | m. 1993     | [ 6 ]  |
| 11 de setembro | Francisco Dantas | ator                                           | Lituânia       | m. 2000     | [ 7 ]  |
| 5 de novembro  | Roy Rogers       | ator e cantor                                  | Estados Unidos | m. 1998     | [ 8 ]  |
| 26 de novembro | Mário Lago       | ator, advogado, poeta, radialista e compositor | Brasil         | m. 2002     | [ 9 ]  |
| 29 de novembro | Walter D'Ávila   | humorista                                      | Brasil         | m. 1996     | [ 10 ] |

## Mortes
| Data | Nome | Profissão | Nacionalidade | Observações | Ref |
| ---- | ---- | --------- | ------------- | ----------- | --- |